# Clapton-on-the-Hill
Clapton é uma paróquia e aldeia do distrito de Cotswold, no condado de Gloucestershire, na Inglaterra. De acordo com o Censo de 2011 tinha 124 habitantes. Tem uma área de 3,31km².